# Kings Arms (Woolwich)
Pour les articles homonymes, voir King's Arms.
Le Kings Arms est un pub situé à Woolwich, où a été perpétré un attentat à la bombe en 1974. Il est aujourd’hui un point de repère sur la route du Marathon de Londres. Construit au XIXe siècle, il est situé au 1 Frances Street à Woolwich Dockyard. Il est répertorié, comme le Kings Arms Hôtel, dans le recensement de 1881.

## L'attentat
La bombe faite de 6 lb de gelignite avec l'ajout de Shrapnel a été jetée par la fenêtre le 7 novembre 1974. Deux personnes ont été tuées dans l'explosion : l'artilleur Richard Dunne (42 ans) de la Royal Artillery, et Alan Horsley (20 ans), un vendeur. La responsabilité de cet attentat a par la suite été revendiquée par l'IRA et plus précisément par une partie du Active service unit appréhendée au Siège de Balcombe Street. Certains des Guildford Four ont été injustement accusés d'implication dans cet attentat. 
Depuis 1981, il est l'un des pubs situés sur la route du marathon de Londres.